# الفرع الذهبي
الغصن الذهبي؛ قصّة خيالية أدبية فرنسية كتبها مدام دولنوي . أدرجها أندرو لانج في كتاب الجنية الحمراء.

## ملخص
كان للملك القاسي ابنٌ قبيح ولكنّه طيّب القلب. أراد الملك ترتيب تحالف من خلال تزويج ابنه لأميرة قبيحة مثله. الأمير، الّذي سئم بما فيه الكفاية من رؤية نفسه، لم يرغب في الزّواج منها. فسجنه الملك في برج حتى وافق، وأرسل نوابه على أية حال. لم ترغب الأميرة في الموافقة، لكن والدها أجبرها على ذلك.
في هذه الأثناء، وجد الأمير غرفة ذات نوافذ زجاجيذة ملوّنة، كانت تصوّر مغامرات رجل مثله، ثمّ أصبحت الشّخصية المركزية شابًا طويل القامة وسيمًا، الأمر الّذي لم يعد يعجبه. عاد فوجد كتابًا وجده يصوّر نفس المشاهد وهو ينبض بالحياة. في إحداها، طلب منه النّاس أن يجد لهم ملكتهم. وأخيراً، حاول العثور على المفتاح والخزانة كما هو موضح في النّوافذ والكتاب. نجح ووجد يد رَجل، مما أرعبه، لكن صوتًا أخبره أنه يستطيع إعادتها إلى الرّجل وأمره بالذّهاب إلى المعرض والبحث حيث يكون الضّوء أكثر سطوعًا. وهناك وجد صورة، ووراءها غرفة مخفيّة كانت ترقد فيها سيّدة نائمة، تندب مصير حبيبها خلال نومها. أحضر له نسر غصن شجرة كرز، فلمس به السّيدة، وأتت إليه. توسّلت إلى النّسر أن يبقى، لكنّه غادر. سألها إن كان يستطيع استعادة حبيبها، فقالت له: إنّه لا يستطيع، لكنها سألته إن كان يريد شيئاً لنفسه. طلب منها أن تجعله يبدو أقل سخافة. حولته إلى شاب طويل القامة ووسيم ونقلته من البرج.
وأخبر الحرّاس الملك، خلال محاولتهم إخفاء الخبر، أنّه مريض. وقد أعطاه هذا الأمل أنّ الأمير كان يضعف. وصلت الأميرة، وكانت لا تزال غير راغبة. ثمّ أبلغ الحراس أنّ الأمير مات. عندها حبس الملك الأميرة في البرج.
وجدت غرفة ذات نوافذ زجاجيّة ملونة، تصوّر نفسها في بعض النّوافذ وراعية شابّة نحيفة وساحرة في وقت آخر، والّتي تعتقد أنها تستخدمها لإضفاء التّباين. ظهرت امرأة عجوز وعرضت عليها الاختيار بين الخير والفضيلة؛ اختارت الخير. وجدت نفس الخزانة والمفتاح مثل الأمير، والصّندوق الّذي به اليد. قيل لها أن تعطيها للنّسر بمجرّد أن تراه. ففعلت ذلك، وأصبح رجلاً. وأخبرها كيف حولّه ساحر شرير إلى هذا الشّكل لأن كلاهما يحب نفس الجنية، وهي تفضله. عرض عليها أن يجعلها جميلة، وقبلت. قام بتحويلها ونقلها من البرج.
التقت بالأمير المتحوّل، الّذي أصبح الآن راعيًا. وقعا في الحب. الأميرة، غير قادرة على نسيان أنّها لم تكن راعية غنم حقًّا، ولم تستطع أن تتزوج من راعٍ فقير. فقرّرت استشارة ساحر. وجدت في منزله اثنتي عشرة قطّة يتمّ تعذيبها بوضع فئران بعيدة عن متناول اليد، وفئران يتمّ تعذيبها بقطعة لحم خنزير مقدّد بعيدة عن متناول اليد. ظهرت السّاحرة وحاولت الهرب، لكنّ شباك العنكبوت أمسكت بها. طلب منها الزّواج وأخبرها أنّ القطط والفئران كانت ذات يوم أمراء وأميرات عاشقات، لكنّها أساءت إليه. وما زالت ترفضه. لقد حولها إلى جندب. هربت، وبمجرد خروجها، أعربت عن أسفها للفخر الذي جعلها متردّدة في الزّواج من راعٍ.
اقترب الأمير من العثور عليها، لكنّ شبحًا استدرجه إلى قلعة حيث طلبت منه جنيّة عجوز بشعة الزّواج منها. وعندما رفض، وضعت عليه العفاريت. لقد خاض معركة جيّدة ضدهم لدرجة أنّها أوقفتهم وأظهرت له الشبح وهددتها بالقتل إذا رفضها. نادى الجنية التي أنقذها، وسمع صوتًا يأمره بالوقوف بثبات والبحث عن الغصن الذهبي. لقد رفض، وحولته الجنية إلى لعبة الكريكيت.
التقى الصّرصور والجندب، واكتشفا أنّهما يستطيعان التّحدث، وأوضحا لبعضهما البعض أنّهما كانا أميرًا وأميرة. وصل فأران، كلاهما يتحدّثان، إلى مكان اختبائهما، وكان أحدهما يعرف الطّريق إلى الفرع الذّهبي. ذهبوا وتمّ ترميمهم. وصلت الجنيّة وحبيبها ورتّبت لهما الزّواج في الحال. طلبت الأميرات اللاتي كن فئران المساعدة، ولم تستطع الجنية رفض أي شيء في هذه المناسبة السعيدة. لقد حوّلتهم جميعًا مرة أخرى، وأعطت الأمير والأميرة قلعة وحديقة الفرع الذهبي للعيش فيها.

## إرث
ترجمة أواخر القرن الثامن عشر للحكاية تحمل عنوان "الغصن الذهبي". 
كانت الحكاية واحدة من العديد من الحكايات التي كتبها دولنوي والّتي تمّ تكييفها على المسرح بواسطة جيمس بلانشيه، كجزء من روعة الجنية.   استخدم الحكاية كأساس لمسرحيته "الفرع الذهبي" .  

## روابط خارجية
- الفرع الذهبي